# Willy Staquet
 (juillet 2025).
Pour les articles homonymes, voir Staquet.
Willy Staquet est un accordéoniste belge également compositeur né à La Louvière le 13 décembre 1920, s'est éteint à l'âge de 89 ans le 23 octobre 2010 à Mons et repose au cimetière de La Louvière.
Accordéoniste, Willy Staquet a connu et joué avec de célèbres musiciens du swing et du musette : Charles Verstraete, Edouard Duleu, Georges Cantournet, Gus Viseur, Émile Carrara, Tony Murena, Émile Prud'homme … Willy considère qu’il a commencé tardivement l’instrument, que son père pratiquait cependant en chevronné — ami du Français Henri Bastien, entre autres, il joua même en 1925 avec Django Reinhardt.

## Quelques jalons et anecdotes
Willy Staquet est initié d’abord au solfège, à 14 ans. En parallèle, il mène alors ses études et le piano, ainsi que le contrepoint et l’harmonie, avec Alex de Taeye, prix de Rome et directeur du conservatoire de Mons. Willy signera d’ailleurs plus tard quelques morceaux d’accordéon avec lui. Mais, surtout, pour l’instant, il apprend la batterie. Il joue avec les Dixie Stompers, à Mons, et gagne en 1941 le prix du meilleur batteur à l’occasion d’un tournoi de jazz (tel qu’il en existait alors). Toutefois, son père — qui le vouvoyait et était un homme plutôt rude — l’avertit : « Si vous continuez ainsi à jouer de la batterie, vous ne vous ferez jamais un nom ! »
En 1937, Willy accompagne son père à l’“Exposition de Paris”. Il y fait, émerveillé, la connaissance de Frédo Gardoni, qui tient son Bar des Vedettes  Rue du Faubourg-Saint-Martin. Les deux Belges logent là et, le lendemain, vont voir une revue sur les Champs-Élysées. L’occasion de rencontrer pour une discussion Vincent Scotto, qui inocule à Willy Staquet une bonne dose de confiance avec une remarque qu’il n’oublie pas : « T’as une bonne bouille, toi, tu vas réussir !» 
Une recommandation est décisive dans la carrière de Willy, devenu entre-temps accordéoniste. C’est celle d’Émile Carrara, qui a la gentillesse de l’introduire au Club de l’Accordéon à Paris (un peu plus tard, Willy enregistra aussi Mon amant de Saint-Jean, pour Decca, avec deux fameux guitaristes, Lucien Belliard et Saranc Féret). Le jeune Belge fait la connaissance d'Émile Prud'homme, Tony Murena, Gus Viseur (avec qui il cocomposera quelques morceaux, dont La verdine — mot argotique pour “roulotte”). Son bagage de batteur lui est très utile pour le tempo ! Sa carrière, très riche, s’épanouit alors, plutôt swing dans les débuts mais, pour des raisons d’audience, nettement plus musette ensuite.
Grands musiciens et bons vivants
La mémoire de Willy déborde de souvenirs, d’anecdotes qui ont le mérite de nous montrer sous un jour quotidien ceux dont les enregistrements sont devenus célèbres. Ainsi, alors qu’il déjeune chez Gus Viseur, à Passy, et qu’il lui fait part de son manque d’instrument, Gus se lève, décroche un rideau, puis saisit un accordéon prêté en permanence par Tony Murena et l’enveloppe soigneusement. « Tiens ! » Viseur a beaucoup marqué Willy Staquet, avec un style personnel, presque inimitable. Il se souvient aussi de lui comme de quelqu’un qui connaissait le chemin de la cave et aimait fort le beaujolais...
Il se rappelle aussi de repas chez Émile Prud'homme, à Triel. Un musicien gentil avec lui, qui venait souvent le chercher à son hôtel, Gare de Lyon. Émile était grand amateur de blanc de blanc, en ouvrait à table, même s’il savait que son convive ne buvait pas. Discrètement, tout en discutant, il échangeait son verre vide contre celui, plein, de Willy… 
Au début des années 1950, il enregistre le titre Trompette-musette et laisse un disque, bien sûr, à André Verchuren. Peu après, on lui remet un mot qu’il conserve encore aujourd’hui. « Je suis toujours resté belge, écrit l’auteur des Fiancés d’Auvergne, et je signerai bien volontiers un morceau avec vous. »
Willy anima souvent, avec son instrument, des émissions de télévision, dont MUSIC PARADE une émission musicale télévisée de Henry Segers diffusée par la RTB, en 1956, avec une myriade de vedettes, comme Line Renaud....
À partir de 1972, ce seront 84 émissions, dix années durant, avec “Chansons à la carte” ! à la RTB.
Parmi tous ses souvenirs, quelques-uns font vibrer Willy un peu plus, comme lorsqu’il joua au bal du Roi Baudouin, pour son vingt-cinquième anniversaire.

## Le Cœur et la mémoire de Willy Staquet
Écrit par André Tillieu, écrivain.

Extrait du magazine SABAM
Il a joué à la télé dans « Chansons à la carte » notamment, avec l’orchestre d’Henri Segers.
Le talent de cet accordéoniste était tel que, malgré les exigences commerciales de certains producteurs, il parvenait toujours à tirer son épingle du jeu.
Non seulement instrumentiste, mais également compositeur, Willy Staquet avait eu à cœur de placer la barre au plus haut : là où évoluait le Lessinois Gus Viseur, le caïd du piano à bretelles, celui-là même qui dépoussiéra le « musette » en inaugurant le style de la valse « swing », et influença ainsi, de Tony Murena à Marcel Azzola, tous les accordéonistes à l’âme bien située.
Les plages que Willy enregistra avec Benny Couroyer (au sax-ténor) témoignent de cette filiation dans le toucher aristocratique de l’instrument et l’envol de l’improvisation. Chez l’un comme chez l’autre, le palpitant était seul habilité à donner des ordres : le clavier obéissait.
Ce qu’on sait moins, c’est qu’avant de se collecter avec le soufflet à punaises, Willy, les humeurs de l’adolescence à peine dégorgées (donc dès avant l’an 40), avait tenu glorieusement la batterie chez les « Dixie Stompers », ces pionniers montois du jazz, où se prodiguait, à la trompette, Fernand Demoustier, qui mourut en camp de concentration en 1943 et qui a laissé sous le pseudonyme de   Fernand Dumont un souvenir incandescent chez les surréalistes, particulièrement en Hainaut où il fut le complice d’Achille Chavée.
À près de 80 ans, Willy poursuit, sous une autre forme, ses dévotions musicales. Il faut l’entendre raconter les faits et gestes des cadors de l’époque. Avec quelle truculence mêlée d’admiration il met en scène la première intrusion à Mons de Django Reinhardt, le grand Rabouin de la guitare, qui accommoda le jazz à la sauce tzigane !
Bien avant l’ère de l’informatique, Willy Staquet a mis sur fiches et consigné dans ses archives des tas d’informations à propos du monde musical de l’entre-deux-guerres, de l’occupation, de la libération et de la suite. Sa mémoire a tout retenu de ce qui valait la peine de l’être. Elle ne cesse de vous interloquer. Il ne demande qu’à le faire…

## Source
- Willy Staquet Une mémoire vivante du swing & du musetteClaude Ribouillault / Article paru dans le N°14 d'Accordéon & Accordéonistes http://mondomix.com/blogs/accordeon.php?s=willy+staquet&sentence=AND
- Source Vers l'avenir http://www.lavenir.net/article/detail.aspx?articleid=DMF20101024_047

- Source RTBF https://www.rtbf.be/video/v_deces-de-willy-staquet?id=534951
- Source http://www.laprovince.be/regions/mons/2010-10-25/mons-willy-staquet-accordeoniste-est-decede-819386.shtml
- Source http://www.dhnet.be/cine-tele/musique/article/329640/willy-staquet-la-fin-d-une-epoque.html
- Source https://www.youtube.com/watch?v=LsdYBfTbji0
- Source https://www.youtube.com/watch?v=nW4LlL6HuIE&feature=related